# رباط کف‌پایی تاسی‌ناوسان
رباط کف‌پایی تاسی‌ناوسان (انگلیسی: Plantar cuboideonavicular ligament یک رباط و نوار فیبری است که سطوح کف‌پایی استخوان‌های تاسی و ناوسان را به هم متصل می‌کند.